# The Contortionist
The Contortionist é uma banda americana, inicialmente de deathcore, e posteriormente de progressive metal e de djent metal, tendo ainda mais recentemente incorporado uma sonoridade mais ambient music. O The Contortionist integra a emergente cena djent, na qual é uma das bandas mais repercutidas. A banda já excursionou com artistas como After the Burial, Born of Osiris, Intervals, Periphery, TesseracT e Veil of Maya.

## Influências
Entre os integrantes da banda, foram mencionadas influências musicais de artistas como Allan Holdsworth, Between the Buried and Me, Brian Eno, Cynic, Deftones, Dream Theater, Isis, Meshuggah, Pat Metheny, Planet X, Rush, Textures e The Dear Hunter. Quanto as influências temáticas, os membros da banda apontaram para temas referentes aos modos de vida no futuro.

## Membros

### Atuais
- Joey Baca - bateria (2007 - presente)
- Robby Baca - guitarra (2007 - presente)
- Cameron Maynard - guitarra (2007 - presente)
- Michael Lessard - vocal (2013 - presente)
- Jordan Eberhardt - baixo (2014 - presente)
- Eric Guenther - teclado (2014 - presente)

### Anteriores
- Jake Morris - vocal (2007 - 2008)
- Dave Hoffman - vocal, teclado (2008 - 2010)
- Jonathan Carpenter - vocal, teclado (2010 - 2013)
- Christopher Tilley - baixo (2007 - 2014)

## Discografia

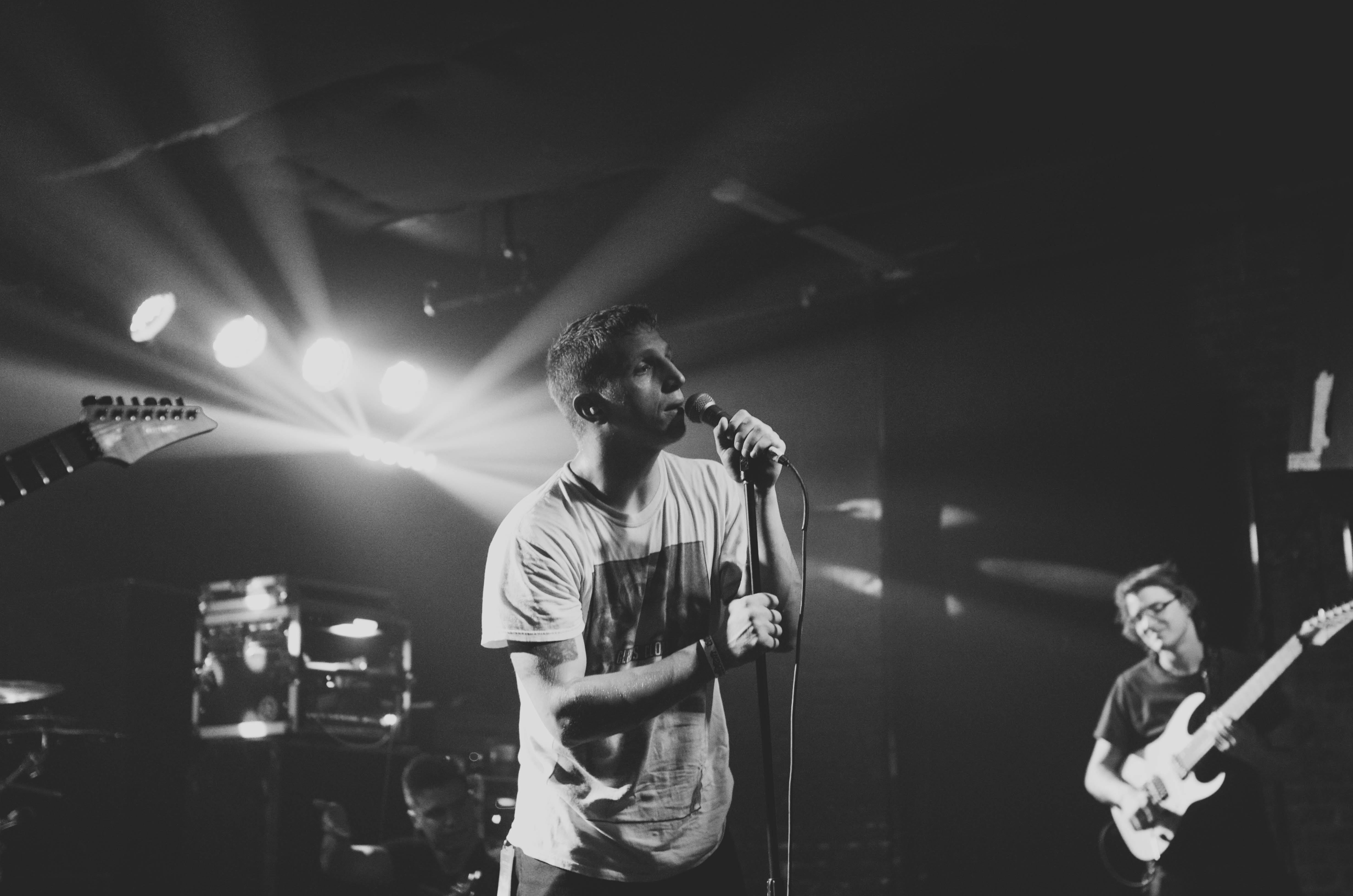
Na direita o guitarrista Cameron Maynard e no centro o vocalista Michael Lessard durante uma apresentação em 2014.

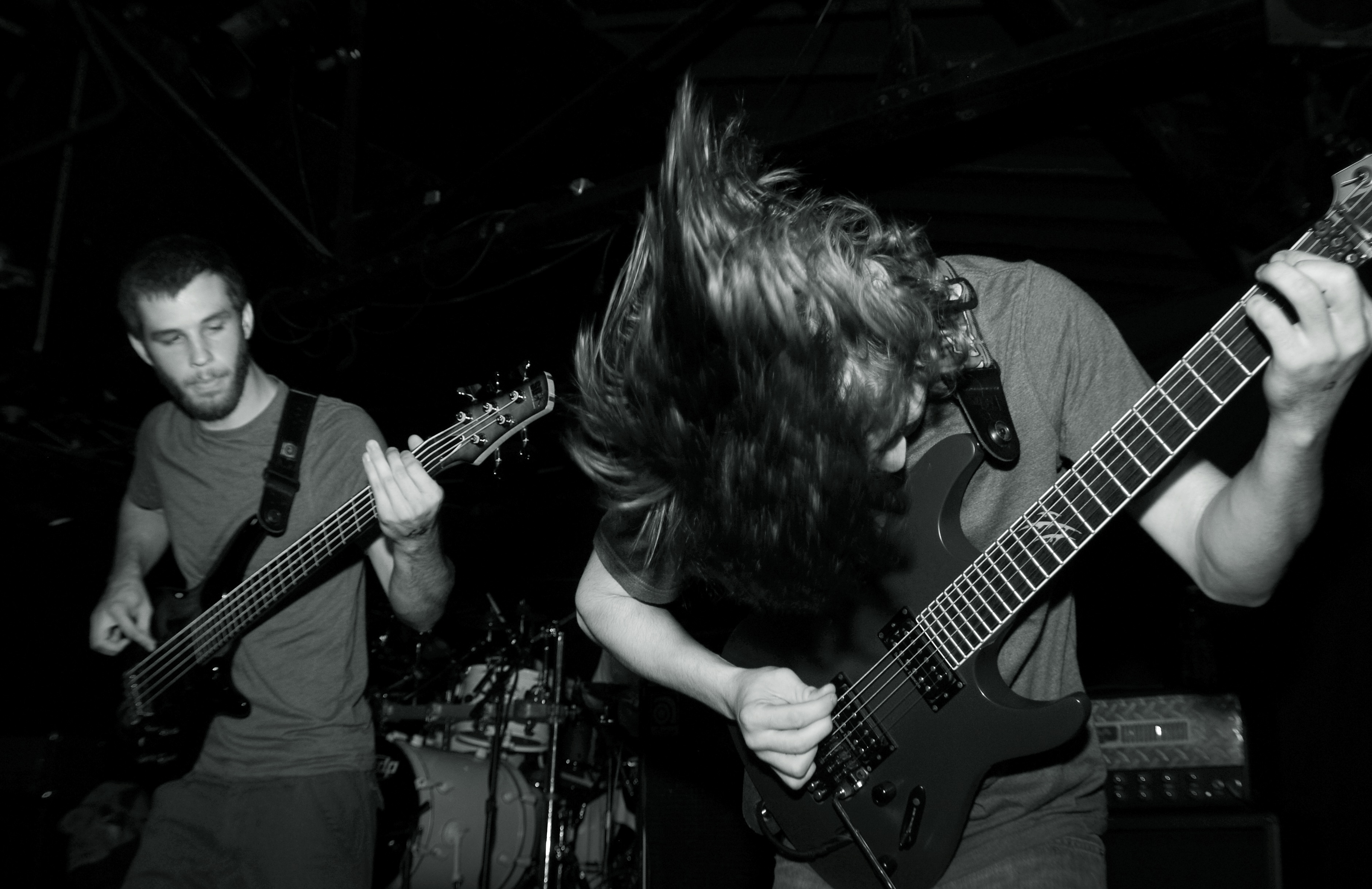
O The Contortionist em performance em 2010.

### Álbuns de estúdio
- 2010 - Exoplanet
- 2012 - Intrinsic
- 2014 - Language
- 2017 - The Clairvoyant

### EPs
- 2007 - Sporadic Movements
- 2008 - Shapeshifter
- 2009 - Apparition
- 2019 - Our Bones

### Singles
- 2008 - Predator
- 2010 - Primal Directive
- 2012 - Holomovement
- 2014 - Language I: Intuition

### Videoclipes
- 2012 - Causality
- 2012 - Dreaming Schematics
- 2014 - Language I: Intuition
- 2014 - Primordial Sound
- 2017 - Reimagined
- 2017 - Return to Earth

## Bandas similares
- Periphery
- Means End
- After the Burial
- Uneven Structure
- The Acacia Strain